# Ascozonus leveilleanus
Ascozonus leveilleanus är en svampart som beskrevs av Renny ex Sacc. 1889. Ascozonus leveilleanus ingår i släktet Ascozonus och familjen Thelebolaceae.   Inga underarter finns listade i Catalogue of Life.